# جويس دالتون
جويس دالتون (20 مايو 1933 في أستراليا - 16 ديسمبر 2016 في أستراليا) (بالإنجليزية: Joyce Dalton)‏ هي لاعبة كريكت أسترالية. شاركت مع منتخب أستراليا الوطني للكريكت.

## وصلات خارجية
- جويس دالتون على موقع إي آس بي آن كريك إنفو (الإنجليزية)